# 黑莎草
黑莎草（学名：Gahnia tristis）为莎草科黑莎草属下的一个种。

## 扩展阅读
- 維基物種上的相關：黑莎草